# Liquide interstitiel
Clair et incolore, le liquide interstitiel ou interstitium a une composition ionique proche de celle du plasma sanguin. Le liquide interstitiel remplit l'espace entre les capillaires sanguins et les cellules. Il facilite les échanges de nutriments et de déchets entre ceux-ci. Le surplus de liquide interstitiel est drainé par les capillaires lymphatiques où il prend le nom de lymphe et est acheminé vers le cou où il est réintégré au sang dans la veine subclavière gauche par le canal thoracique.
Cette notion ne doit pas être confondue avec les eaux intersticielles qui désignent l'eau présente dans les interstices du sol ou de sédiments.

## Composition
Il est composé à 90 % d'eau. Il a pour origine le plasma sanguin. Il inclut des substances dissoutes (oxygène, nutriments, etc.) qui aideront au bon fonctionnement des cellules. Le liquide interstitiel recueille également les déchets évacués par les cellules. 

## Fonction physiologique
Les êtres vivants ayant un système circulatoire ouvert ont le sang et le liquide interstitiel mélangé.